# Іловайськ-Пасажирський парк
47°44′49″ пн. ш. 38°35′12″ сх. д. / 47.74694° пн. ш. 38.58667° сх. д.
Ілова́йськ-Пасажи́рський парк — пункт контролю через державний кордон України на кордоні з Росією.
Розташований у Донецькій області, Харцизька міськрада, в однойменному місті на станції Іловайськ (автошлях Т 0507). З російського боку розташований пункт контролю «Успенська», Матвієво-Курганський район, Ростовська область, у напрямку до Таганрога.
Вид пункту пропуску — залізничний. Статус пункту пропуску — міжнародний.
Характер перевезень — пасажирський.
Окрім радіологічного, митного та прикордонного контролю, пункт контролю «Іловайськ-Пасажирський парк» може здійснювати санітарний, фітосанітарний, ветеринарний та екологічний контроль.
Пункт контролю «Іловайськ-Пасажирський парк» входить до складу митного посту «Краматорськ» Східної митниці. Код пункту пропуску — 70000 02 00 (12).